# Sabile Keçmezi-Basha
Sabile Keçmezi-Basha (ur. 1954 w Koretinie) – kosowska historyk i politolog, pisarka, deputowana do kosowskiego parlamentu w latach 2001–2004. Opublikowała ponad 300 prac naukowych, publicystycznych i felietonów.

## Życiorys
W 1977 roku ukończyła studia na Wydziale Nauk Politycznych na Uniwersytecie w Belgradzie. W 1980 uzyskała tytuł magistra na Wydziale Filozoficznym Uniwersytetu w Prisztinie i doktorat w 1984.
Od 1978 roku pracuje w Instytucie Historii Kosowa.
Była redaktorką naczelną w czasopismach wydawanych na terenie Kosowa: Dëshira (1990–1991) i Bota shqiptare (1991-1993).
W latach 2001–2004 była posłanką do Zgromadzenia Kosowa.
W latach 2004–2012 wykładała historię nauk i historię demokracji na Uniwersytecie w Prisztinie
Deklaruje wysoką znajomość języka rosyjskiego, serbskiego i chorwackiego.

## Nagrody i wyróżnienia[1][2]
- Złote pióro w Akordet e Kosovës (Akordach Kosowa) (1987)
- Nagroda od kosowskiego Ministerstwa Usług Publicznych za osiągnięcia naukowe i działania na rzecz niepodległości Kosowa (2009)
- Nagroda od Rady Koordynacyjnej Stowarzyszeń Rodzin Zaginionych w Kosowie za pomoc w odnajdywanie zaginionych podczas wojny w Kosowie (2010)

## Prace naukowe[1][2]
- Zhvillimi historik i PKJ-LKJ-së në Kosovë më 1945-1966 (1987)
- Lëvizja ilegale patriotike shqiptare në Kosovë 1945-1948 (1998)
- Lëvizja patriotike shqiptare në Kosovë 1945-1947 (1999)
- Organizatat dhe grupet ilegale në Kosovë 1981-1989 (2003)
- Shtypi ilegal shqiptar në Kosovë (1945-1999) I (2009)
- Të burgosurit politikë shqiptarë në Kosovë 1945-1990 (2010)
- Kontributi atdhetar i Hyrije Hanës (2011)
- Kosova në shtypin e mërgatës shqiptare (1945-1990) II (2011)[3]
- Kosova në shtypin e mërgatës shqiptare (1945-1990) III (2011)[3]
- Gjilani me rrethinë (2012)
- Shtypi i Lëvizjes Kombëtare Shqiptare (1945–1999) (2012)
- Sulejman Krasniqi – Veprimtaria atdhetare (2012)
- Vlerësime politiko-historike (2012)
- Programet Politike të Lëvizjes Kombëtare Shqiptare, 1878-1990 (2013)
- Veprimtaria atdhetare ilegale në Anamoravë 1945-1990 (2013)
- Kosova 1945-1990 (2017)
- 40-vjet veprimtari shkencore (2018)
- Ballafaqim me dëshmitë historike (2018)
- Formimi dhe veprimtaria e NDSH-së – Procesi gjyqësor i Prizrenit, 1946 (2018)
- Ngjarjet, dëshmitë dhe identiteti kombëtar (2018)

## Prace literackie[1][2]
- Nusja e gurtë (1989)
- Dy lule ka mami (1993)
- Kohë epileptike (1996)
- Ëndrrat e trishta (2000)
- Hadi (2005)
- Malli për Itakën (2008)
- Nata pa kornizë (2008)
- Anatomia Iubirii (2009)
- Kodi i pritjes (2010)
- Kujtesën e ka kapur skleroza (2011)[3]
- Metaforë iberike (2011)[3]
- Këmisha e Atdheut (2013)
- Në klasën e parë (2016)
- Beni e qenushi (2018)
- Çka do pritja pa mua (2018)
- Testament (2018)

## Ciekawostki
Była pierwszą kobietą z Kosowa, która ukończyła studia na Uniwersytecie w Belgradzie.